# Haringrode
Haringrode is in het district Antwerpen een wijk die naar de oude buurtschap Haringrode (of Harincrode) verwijst. De naam is samengesteld uit de toponiemen 'hering', wat zoveel als vrijplaats betekent, en '-rode', wat naar gerooide grond verwijst. De wijk grenst ten oosten aan spoorlijn 25 die de grens met Zurenborg vormt. Ten zuiden vormt de Boomgaardstraat de grens met het district Berchem. De Boomgaardstraat verwijst naar de voormalige Pride- of Boomgaardbeek die vanaf de vroege middeleeuwen sinds de overgang van de 7de naar de 8ste eeuw (ten tijde van Willibrord, Pepijn van Herstal, Karel Martel en de Frankische Burgeroorlog) de grens vormt tussen Haringrode en Berchem. In het westen vormt de Mechelsesteenweg met de brouwerij De Hand, beter bekend als brouwerij De Koninck, en het Koning Albertpark (de oude warande en daarvoor het aloude galgenveld), de westgrens en in het noorden vormt de Belgiëlei nu de grens met Klein-Antwerpen. Vroeger hoorden Klein-Antwerpen en Zurenborg ook bij Haringrode.
De naar de landschapsschilder Frans Lamorinière (1828-1911) genoemde Lamorinièrestraat (vroeger Provinciestraat-Zuid), een vroegere provinciale steenweg die Berchem met Borgerhout verbond, maar nu als verbinding door de Belgiëlei vervangen is, deelt de wijk in een noordelijk en een zuidelijk deel, en de Lange Leemstraat, de vroegere "Platea Haringrodiensis", deelt de wijk in een oostelijk en een westelijk deel. Twee andere belangrijke noord-zuidassen zijn de Haringrodestraat en de Isabellalei-Marialei waar ook de ingang ligt van het voormalige Militair Hospitaal Antwerpen dat nu het Groen Kwartier heet en waar het sterrenrestaurant The Jane is gevestigd.
Buiten het voormalige hospitaal dat nu samen met het voormalige arsenaal Groen Kwartier heet zijn er nog verschillende 19e-eeuwse en vroeg-20ste-eeuwse herenhuizen van een zeker aanzien zoals in het noorden van de wijk aan de Belgiëlei:
- Museum Ridder Smidt van Gelder, Belgiëlei 91, een verzameling interieur- en luxenijverheid van 1650 tot 1900, deels openbaar bezit; onder meer werk van de Parijse meubelmaker Gole dat in 2005 werd erkend als Cultuurhistorisch Erfgoed.
- Huis van Lieven Gevaert, nu militair hoofdkwartier Antwerpen.

In de Lange Leemstraat rijdt tram 4 dwars door de wijk. Verder rijdt tram 7 langs de westgrens van de wijk over de Mechelsesteenweg, rijdt tram 9 langs de oostgrens (Cuperusstraat en Mercatorstraat) van de wijk en rijdt tram 15 zowel langs de westgrens (Mechelsesteenweg) als de huidige noordgrens (Belgiëlei) van de wijk. Ook tram 6 rijdt langs de noordgrens van de wijk.

## Bekende bewoners
- Frans Wittemans
- Max Elskamp